# Григоров, Иван (юрист)
Иван Тодоров Григоров (болг. Иван Тодоров Григоров; 6 января 1945 — 6 сентября 2017 года) — болгарский юрист и правовед, председатель Верховного суда Болгарии (1992—1994), судья Конституционного суда Болгарии (1994—2000), председатель Верховного кассационного суда Болгарии (2000—2007).

## Биография и карьера
Внук известного болгарского микробиолога Стамена Григорова, первооткрывателя «болгарской палочки».
Окончил Софийский университет в 1968 году со специализацией в уголовном праве и уголовном судопроизводстве.
В 1970 году стажировался в Софийском городском суде, впоследствии до начала 1990-х годов работал в Софии адвокатом и членом научно-методического отдела Центрального совета адвокатуры. В 1991—1994 годах был членом и представителем Высшего судебного совета Болгарии.
В 1992—1994 годах был председателем Верховного суда Болгарии, а в 1994—2000 годах — судьёй квоты Верховного суда в Конституционном суде. В 2000—2007 годах возглавлял Верховный кассационный суд Болгарии.